# (189396) Sielewicz
(189396) Sielewicz est un astéroïde de la ceinture principale.

## Description
(189396) Sielewicz est un astéroïde de la ceinture principale. Il fut découvert le 2 mai 2008 à Moletai par Kazimieras Černis et Justas Zdanavičius. Il présente une orbite caractérisée par un demi-grand axe de 2,72 UA, une excentricité de 0,07 et une inclinaison de 6,9° par rapport à l'écliptique.

## Compléments